# غلامحسین مراقبی
غلامحسین مراقبی زاده ۵ امرداد ۱۳۲۰ پژوهشگر و محقق ادبیات و تاریخ معاصر و مشروطه است.

## زندگی‌نامه
غلامحسین مراقبی متولد ۱۳۲۰ بروجرد بوده و تحصیلات مقدماتی خود را در زادگاهش گذراند. وی در زمینه‌های تاریخ، فرهنگ و ادبیات دارای تألیفات و نوشتار است. پژوهش‌های وی در زمینه تاریخ مطبوعات نیز گسترده بوده و یکی از پژوهشگران در زمینه تاریخ مطبوعات و روزنامه‌های فکاهی ایران در عصر مشروطه است و نتیجه این بررسی‌ها طی محموعه کتاب‌هایی با عنوان نگرشی بر روزنامه‌های فکاهی ایران به چاپ رسیده‌است.
وی سردبیر و عضو هیئت تحریریه چند ماهنامه و نشریه از جمله فرجاد، سیمرغ، بررسی‌های تاریخی ایران که نشریه تخصصی در زمینه تاریخ ایران بشمار می‌رفت نیز بوده‌است. این نشریه پیش از انقلاب با صاحب امتیازی ارتش ایران چاپ می‌گردید و در زمینه تاریخ و ایران‌شناسی بود. پس از انقلاب این نشریه با صاحب امتیازی سرهنگ یحیی شهیدی که از سردبیران قبلی این نشریه بود مجوز فعالیت گرفته و با سردبیری غلامحسین مراقبی انتشار یافت.
اما پس از چاپ دو شماره توسط هیئت نظارت بر مطبوعات توقیف شد.
وی مدتی (۲۰۰۷) به عنوان ویراستار ادبی در انتشارات دانشگاه تهران و همچنین دانشکده زبانهای خارجی دانشگاه تهران به فعالیت پرداخته و با شبکه رادیو فرهنگ و شبکه رادیویی گفتگو همکاری داشته‌است. از سال ۱۳۹۴ نیز به عنوان استاد ادبیات فارسی در دانشگاه معماری و هنر پارس به تدریس مشغول است.
چندین اثر وی در حوزه ادبیات مانند پژوهشی بر رباعیات خیام، فرهنگ جامع امثال و حکم، مثنوی‌های سنایی توسط دانشگاه تهران و دانشگاه معماری و هنر پارس منتشر شده‌است. وی عضو هیئت امنا و سخنگوی بنیاد بدیع الزمان فروزانفر که وظیفه چاپ و ترویج آثار بدیع الزمان فروزانفر را بر عهده دارد می‌باشد و برخی از آثار فروزانفر نیز با همکاری و کوشش وی به چاپ رسیده‌است.

## کتابشناسی
- "تاریخ شنیداری ایران: دفتر یکم گفتگو با دکتر شاپور بختیار ". تهران: ۱۳۸۲. صدقی. پی نوشتار و پردازنده: غلامحسین مراقبی. شابک ۰-۶-۹۱۶۴۹-۹۶۴
- "نخستین کاربرد گسترده سیاسی طنز سرایی در مطبوعات ایران، دفتر یکم: بهلول". تهران ۱۳۷۲
- "نگرشی بر روزنامه‌های فکاهی ایران. دفتر دوم: آذربایجان، امید، باباش، حاجی بابا، حشرات الارض، صور اسرافیل، کاریکاتور، کشکول گل زرد". تهران:۱۳۸۰، شابک:۲-۵-۹۲۶۰۵-۹۶۴
- "زندانی شیلون". ترجمه و بازسرایی آزاد از لرد بایرون. تهران:۱۳۸۲، شابک ‎۹۶۴-۷۰۰۵-۲۰-۲

- «آرماندو، آه آرماندو». امانوئل کاخال. ترجمه: غلامحسین مراقبی. تهران:چاپ دوم، ۱۳۷۹،ISBN 964-360-220-6
- تاریخ شنیداری ایران: دفتر دوم «آخرین تاسمانی، درنگی بر کتاب امیدها و ناامیدی‌های دکتر سنجابی». تهران: ۱۳۸۲. شابک ‎۹۶۴-۶۸۵۸-۰۰-۷

- رباعیات حکیم خیام با خوشنویسی سیف‌الله صاحب قلم افشار. تهران: انتشارات ملک، ۱۳۷۸. شابک ‎۹۶۴-۹۲۰۰۴-۲-۸
- "همسرایان: دفتر یکم، نقد و تحلیل آثار و شخصیت جرج اورول "، تهران، ۱۳۷۲
- "همسرایان: دفتر دوم، نقد و آثار و شخصیت جلال آل احمد ". تهران ۱۳۷۷. شابک ۰-۶۵-۵۵۱۳-۹۶۴
- نگرشی بر روزنامه‌های فکاهی ایران: دفتر یکم: نسیم شمال، چنته پابرهنه، بهلول، تشویق. انتشارات آبگینه، چاپ اول، پاییز ۱۳۷۶. چاپ دوم انتشارات ملک، شابک ۰-۲-۹۱۵۹۳-۹۶۴
- "واژه نامه". فهرست واژگان بیگانه و برابرهای پارسی آن. تهران :۱۳۷۷، انتشارات دانشگاه تهران، با همکاری دکتر محمد علی راد یک جرعه عشق
- " سفرنامه ذکاالملک. خاطرات وقارالدوله یا جام جم هندوستان"، تهران: ۱۳۷۹. انتشارات ملک. شابک ۱-۹۲۰۰۴-۹۶۴
- "مثنوی‌های سنایی". با همکاری دکتر عبدالرضا سیف، بازنگری تصحیح شرح واژگان و تعلیقات، تهران: انتشارات دانشگاه تهران، ۱۳۸۹. شابک ‎۹۷۸-۹۶۴-۰۳-۶۰۴۱-۵.
- "دگراندیشی در فلسفه جغرافیاً ترجمه دکتر حسین حاتمی. (ویراستار و پانوشت)، تهران: ۱۳۸۶، انتشارات دانشگاه تهران، شابک ‎۹۶۴-۰۳-۵۲۶۱-۶
- " فرهنگ جامع امثال و حکم دهخدا ". تهران : انتشارات دانشگاه تهران
- "منظومة طنز گربه و موش" تهران: ۱۳۶۸

- «مناجات حضرت امیر»، خوشنویسی میرزا احمد معتمد السلطنه (قوام السلطنه). مناجات حضرت امیر. تهران ۱۳۷۸.انتشارات ملک. شابک ۴-۴-۹۲۰۰۴-۹۶۴

- «انتشارات دانشگاه تهران: گذشته، اینک و فرارو». با همکاری جهانی، نظام آبادی فراهانی. تهران ۱۳۹۰. انتشارات دانشگاه تهران. شابک ۸-۹۶۹۸-۰۳-۹۶۴-۹۷۸
- «نگرشی بر روزنامه‌های فکاهی ایران. دفتر دوم: آذربایجان، امید، صور اسرافیل، حاجی بابا، باباشمل، گل زرد»

- "مقدمه بر تفسیر ابواالفتوح رازی"، انتشارات ملک
- "دوره هفته نامه جارچی ملت"، (مقدمه)، تهران، انتشارات دانشگاه تهران
- "رباعی‌های حکیم عمر خیام " با ترجمه ادوارد فیتز جرالد.، تهران، انتشارات دانشگاه تهران[۸]
- "نادرشاه افشار"، جیمز بیلی فریزر. ترجمه: میرزا ابوالقاسم قراگوزلو، انتشارات پاسارگاد
- "دوره روزنامه مساوات "، (مقدمه)، تهران، انتشارات دانشگاه تهران
- "ساخت‌واژه‌های مولوی در غزل‌ها"، پژوهش بدیع الزمان فروزانفر. تصحیح، تدوین و فزون پژوهی: غلامحسین مراقبی، محمود جنیدی جعفری. تهران ۱۳۹۶. انتشارات آینده دانش. شابک ۸-۱۶-۸۲۳۱-۶۰۰-۹۷۸
- "فیه مافیه". پژوهش بدیع الزمان فروزانفر. به اهتمام غلامحسین مراقبی. تهران ۱۳۹۸. انتشارات آینده دانش. شابک ۵-۶۱-۸۲۳۱-۶۰۰-۹۷۸
- "شرح مثنوی شریف، دفتر یکم". پژوهش بدیع الزمان فروزانفر. به اهتمام غلامحسین مراقبی، تهران ۱۳۹۸. شابک ۷-۶۷-۸۲۳۱-۶۰۰-۹۷۸
- "شرح مثنوی شریف، دفتر دوم". پژوهش بدیع الزمان فروزانفر. به اهتمام غلامحسین مراقبی، تهران ۱۳۹۸. شابک ۴-۶۸ -۸۲۳۱-۶۰۰-۹۷۸
- "شرح مثنوی شریف، دفتر سوم". پژوهش بدیع الزمان فروزانفر. به اهتمام غلامحسین مراقبی، تهران ۱۳۹۸. شابک ۱-۶۹-۸۲۳۱-۶۰۰-۹۷۸
- "کلیات شمس تبریزی، دفتر یکم"، پژوهش: بدیع الزمان فروزانفر. به اهتمام غلامحسین مراقبی، تهران ۱۳۹۷. شابک ۳-۳۶-۸۲۳۱-۶۰۰-۹۷۸
- "کلیات شمس تبریزی، دفتر دوم"، پژوهش: بدیع الزمان فروزانفر. به اهتمام غلامحسین مراقبی، تهران ۱۳۹۷. شابک ۳-۳۶-۸۲۳۱-۶۰۰-۹۷۸
- "کلیات شمس تبریزی، دفتر سوم"، پژوهش: بدیع الزمان فروزانفر. به اهتمام غلامحسین مراقبی، تهران ۱۳۹۷. شابک ۳-۳۶-۸۲۳۱-۶۰۰-۹۷۸
- "آموزه‌هایی دربارهٔ نگارش، خوانش و گویش."، انتشارات دانشگاه پارس
- «نگرشی بر تاریخچه اصولی‌ها و اخباری‌ها.» تهران، ۱۳۹۹. شابک ۵-۳۳-۷۲۳۱-۶۲۲-۹۷۸ انتشارات اندیشه کهن
- «آشنایی با فرهنگ و ادب ایران.» تهران، ۱۴۰۱. شابک ۶-۵۲-۷۲۳۱-۶۲۲-۹۷۸ انتشارات اندیشه کهن
- «داستان‌های پارسی»، انتشارات دانشگاه پارس
- «پارسی برای همه»، انتشارات آینده دانش
- «زال و رودابه، او مادر من است.» تهران، ۱۴۰۱. شابک ۴-۱۰-۲۸۴-۶۰۰-۹۷۸ انتشارات نور گیتی

وی دارای تألیفات دیگری نیز می‌باشد که تحت عنوان م. گودرز در اوایل انقلاب به چاپ رسیده‌است از آن جمله اند:
- خرده بورژوازی از درون، با نام م. گودرز، انتشارات پایژه
- «سخنی چند دربارهٔ شاهنامه». عبدالحسین نوشین (کوشش و پانوشت)، تهران: انتشارات اساطیر ۱۳۶۷.
- به بهانه نقد
- یک روستایی از خلق لر فریاد می‌کشد، مجموعه شعر